# Dům čp. 22 (Polička)
Městský dům na Palackého náměstí čp. 22 v Poličce je typickou ukázkou zástavby historického jádra. Do seznamu kulturních památek byl zapsán 12. dubna 1964.

## Popis
Městský dům byl do klasicistní podoby přestavěn po požáru roku 1845. Dochovaly se v něm renesanční klenby z dřívější doby, například valená klenba s výsečemi a hřebínky v zadní části domu a valená klenba ve sklepech. Střecha budovy je kryta černým eternitem. Ve dvoře se nachází dvorní křídlo, které přiléhá k hradbě a zasahuje i do jedné z hradebních věží. V roce 2025 se v přízemí nachází Zlatnictví Sunrose.